# Rovné (Humenné)
Rovné es un municipio del distrito de Humenné en la región de Prešov, Eslovaquia, con una población estimada a final del año 2024 de 462 habitantes.
Se encuentra ubicado al sureste de la región, cerca de los ríos Cirocha y Laborec (cuenca hidrográfica del río Tisza) y de la frontera con la región de Košice.

## Demografía
| Año        | 1994 | 2004    | 2014    | 2024    |
| ---------- | ---- | ------- | ------- | ------- |
| Población  | 490  | 472     | 446     | 462     |
| Diferencia |      | −3,67 % | −5,50 % | +3,58 % |

| Año        | 2023 | 2024    |
| ---------- | ---- | ------- |
| Población  | 465  | 462     |
| Diferencia |      | −0,64 % |